# Patricia Jordan
Pour les articles homonymes, voir Jordan.
Patricia Jane Jordan (née Laidman, 7 décembre 1930-24 février 1997) est une femme politique canadienne de la Colombie-Britannique. Elle est députée provincial créditiste de la circonscription britanno-colombienne de North Okanagan de 1966 à 1979 et d'Okanagan North de 1979 à 1983.

## Biographie
Né à Vernon en Colombie-Britannique, elle étudie à Vernon, à l'université de la Colombie-Britannique et à la Vancouver General Hospital School of Nursing.
Élue en 1966, elle sert comme ministre sans portefeuille et ministre du Tourisme. Elle prend sa retraite de la politique en 1982.
Jordan meurt à Kelowna le 24 février 1997 à l'âge de 66 ans.